# Pesca al tocco alla trota
La pesca al tocco è una tecnica di pesca con esca naturale (vermi, larve e camole, insetti reperiti sul posto, ecc.) che viene effettuata "sentendo" tramite la lenza la mangiata del pesce, il "tocco" appunto del pesce che addenta l'esca.
Per questa sua caratteristica, cioè l'aver bisogno della sensibilità diretta sul filo, viene solitamente effettuata a corta distanza, impugnando con una mano la canna e tenendo il filo, in leggera tensione con la zavorra, con l'altra mano.
Date le sue caratteristiche è una tecnica che si presta molto ad essere applicata in ambienti coperti di vegetazione e di dimensioni limitate, ambienti ideali per i salmonidi di montagna nei piccoli torrenti.

## Tecniche
Tecnicamente si suddivide in due sotto tecniche:
- La tecnica casentinese, che utilizza una zavorra leggera e una canna regolabile in lunghezza per posare l'esca nei più ristretti anfratti del piccolo torrente in mezzo alla vegetazione.
- La tecnica rotolon o cuneese, che si avvale di zavorre pesanti, in forma di singola zavorra pesante o di catena di pallini, calibrate in base alla forza della corrente per far effettuare all'esca un passaggio rasente al fondale con la corrente in torrenti più grandi o fiumi, con correnti sostenute.

## Problematiche
- Il fatto che i salmonidi siano considerati pesci particolarmente ingordi e aggressivi, e che quindi tendano a ingoiare l'esca rendendo difficile il rilascio senza danni anche dei pesci più piccoli, fa sì che le tecniche con esca naturale siano in generale mal viste da chi pratica la pesca secondo la filosofia del C&R e che questo tipo di tecnica sia spesso vietata nelle zone dedicate a riserva di pesca.